# L'Albiol
L'Albiol è un comune spagnolo di 192 abitanti situato nella comunità autonoma della Catalogna.